# Juvrecourt
Juvrecourt település Franciaországban, Meurthe-et-Moselle megyében. Lakosainak száma 42 fő (2022. január 1.). Juvrecourt Moyenvic, Arracourt, Vic-sur-Seille, Réchicourt-la-Petite és Xanrey községekkel határos.

## Népesség
A település népességének változása:
| Lakosok száma | 62   | 49   | 51   | 65   | 66   | 63   | 58   | 56   | 55   | 42   |
|               | 1968 | 1982 | 1990 | 2006 | 2013 | 2015 | 2017 | 2019 | 2020 | 2022 |